# Гигрофоровые
Гигрофо́ровые (лат. Hygrophoraceae) — семейство грибов из отдела базидиомицетов.

## Морфология
- Плодовые тела шляпконожечные, у большинства видов яркоокрашенные.
- Шляпка обычно клейкая или слизистая.
- Пластинки толстые, как правило, редкие и нисходящие по ножке. Они значительно более широкие, чем у других семейств из-за толстого слоя трамы и большей длины базидий.
- Покрывала отсутствуют.
- Споровый порошок белого цвета, споры бесцветные.

Центральный род семейства — гигрофор (Hygrophorus) раньше подразделяли на три группы: лимациум (Limacium), камарофиллус (Camarophyllus) и гигроцибе (Hygrocybe), последние два нередко объединяют в один род гигроцибе (Hygrocybe), виды которого обычно растут на лугах. Виды, произрастающие в лесах и образующие микоризу ныне входят в род гигрофор (Hygrophorus).